# 纳比纳加尔
纳比纳加尔（Nabinagar），是印度比哈尔邦Aurangabad县的一个城镇。总人口19041（2001年）。

## 人口
该地2001年总人口19041人，其中男性9764人，女性9277人；0—6岁人口3453人，其中男1806人，女1647人；识字率53.05%，其中男性为63.14%，女性为42.44%。